# 구례 천은사 극락보전
구례 천은사 극락보전(求禮 泉隱寺 極樂寶殿)은 대한민국 전라남도 구례군 광의면, 천은사의 주불전으로 영조 50년(1774년)에 혜암선사(惠庵禪師)가 중창불사를 일으키면서 세워졌다. 아미타불을 주불로 하며, 정면 3칸 측면 3칸 규모의 다포계 팔작지붕 건물이다.
1974년 9월 24일 전라남도의 유형문화재 제50호로 지정되었고, 2019년 5월 23일 대한민국의 보물 제2024호로 승격되었다.

## 개요
지리산 서남쪽 기슭에 있는 천은사는 지리산 3대 사찰 중 하나이다. 통일신라 흥덕왕 3년(828)에 인도 승려 덕운이 짓고, 앞뜰에 있는 샘물을 마시면 정신이 맑아진다고 하여 감로사라 하였다가 후에 천은사로 고쳤다. 임진왜란 (1592) 때 불에 타서 없어진 것을 조선 숙종 4년(1678) 다시 지었다. 현재 남아있는 건물들은 대부분 영조 50년(1774)에 다시 지은 것이다.
천은사 극락보전은 아미타불을 모시고 있는 법당으로, 앞면 3칸·옆면 3칸 규모로 지붕 옆면이 여덟 팔(八)자 모양인 팔작지붕집이다. 불상 뒤로는 아미타불화가 그려져 있다.

## 보물 지정사유
구례 천은사는 지리산 남서쪽 자락에 위치한 사찰로 사적기에 따르면 신라 흥덕왕 3년(828년) 덕운선사(德雲禪師)에 의해 창건되어 감로사(甘露寺)라고 불리다가 숙종 5년(1679년) 조유선사(祖裕禪師)에 의해 중창되면서 천은사(泉隱寺)로 바꾸었다.
천은사의 주불전인 극락보전은 영조 50년(1774년)에 혜암선사(惠庵禪師)가 중창불사를 일으키면서 세워졌다. 아미타불을 주불로 하며, 정면 3칸 측면 3칸 규모의 다포계 팔작지붕 건물이다.
극락보전의 특징은 먼저 내부고주와 후면 내부공포의 유기적인 구성 및 내부고주의 상부에서 대량과 툇보를 일체화하여 구조적 안정성을 높인 가구구성에서 찾아볼 수 있다. 그리고 제공 살미의 판재화와 일체화를 비롯하여 초화문(草花文)과 봉두(鳳頭)를 새긴 화려한 공포형식과 공포구성의 법식화 그리고 용두와 용미를 조각한 안초공의 사용, 섬세하고 화려한 반자와 보개, 불교 장엄 등에 보이는 우수한 조각 수법 등은 18세기말 다포식 건축의 특징을 잘 보여준다.
또한 극락보전 내부 단청은 19세기 이전의 것으로 기법면에서 뛰어나고 보존상태도 양호하여 조선 후기의 단청 전통을 잘 보여주는 작품이라 할 수 있다.
이처럼 구례 천은사 극락보전은 18세기말 다포식 불전의 여러 특성을 잘 보여줄 뿐만 아니라 해남 미황사 대웅전(보물 제947호)이나 영광 불갑사 대웅전(보물 제830호), 나주 불회사 대웅전(보물 제1310호)과 친연성이 높다는 점에서 국가지정문화재(보물)로 역사적, 건축적, 예술적 가치가 충분하다.

## 같이 보기
- 천은사
- 구례 천은사 극락전 아미타후불탱화 - 대한민국의 보물 제924호

## 참고 자료
- 구례 천은사 극락보전 - 국가유산청 국가유산포털